# Bas Bloemen
Bas Bloemen (Staphorst, 3 augustus 1987) is een voormalig Nederlands voetballer die uitkwam voor FC Zwolle.

## Statistieken
| Seizoen | Club      | Land      | Competitie     | Wed. | Goals |
| ------- | --------- | --------- | -------------- | ---- | ----- |
| 2006/07 | FC Zwolle | Nederland | Eerste divisie | 1    | 0     |
| Totaal  | Totaal    | Totaal    | Totaal         | 1    | 0     |